# Котликофф, Лоренс
Лоренс Котликофф (англ. Laurence Kotlikoff; род. 30 января 1951) — американский экономист, профессор Бостонского университета. Специалист по демографической экономике. Независимый кандидат на Президентских выборах в США в 2016 году.

## Образование
- 1973 — Пенсильванский университет, бакалавр экономики
- 1977 — Гарвардский университет, доктор философии (PhD) по экономике

## Должности
Профессор степени «Уильям Фэрфилд Уоррен» (William Fairfield Warren) в Бостонском университете, зав. международной лабораторией ИЭП, член Эконометрического общества, научный сотрудник Национального бюро экономических исследований и президент компании Economic Security Planning, Inc., специализирующейся в области программного обеспечения для финансового планирования.
В круг его научных интересов входят также такие вопросы, как налогово-бюджетная политика, вычислительная экономика, национальные сбережения, неравенство внутри- и между поколениями, источники накопления богатства, альтруизм между поколениями и распределение рисков внутри семьи, банковское дело и личные финансы. Профессор Котликофф внес свой вклад в проведение в США реформ в сфере социального обеспечения, здравоохранения, налогообложения и банковской сферы.

## Научный вклад
Котликофф разработал «поколенческий учёт» (Generational accounting) — метод экономического анализа бюджета с учетом будущих периодов времени и демографической динамики. На основе такого анализа аргументировал необходимость коренного реформирования пенсионной системы в США с целью сокращения налогового бремени будущих поколений.

## Основные труды
- Лоренс Котликофф, Скотт Бернс Пенсионная система перед бурей = The Coming Generational Storm: What You Need to Know about America’s Economic Future. — Альпина Паблишер, 2005. — 348 с.
- «Налогообложение и сбережения — неоклассические перспективы» (Taxation and Savings — A Neoclassical Perspective, 1984);
- «Макроэкономика: интегрированный подход» (Macroeconomics: An Integrated Approach, 1994, в соавторстве с А. Ауэрбахом).